# Miombohonungsvisare
Miombohonungsvisare (Prodotiscus zambesiae) är en fågel i familjen honungsvisare inom ordningen hackspettartade fåglar.

## Utseende och läte
Miombohonungsvisaren är en liten och anmärkningsvärt anspråkslöst tecknad medlem av familjen. Näbben förhållandevis liten och spetsig. På stjärten syns vita yttre stjärtpennor. Arten är mycket lik brunryggig honungsvisare, men har olivgrön snarare än brun rygg. Bland lätena hörs snabba serier med "jyet" och ett explosivt "skyeat" som avges i flykten.

## Utbredning och systematik
Miombohonungsvisare delas in i tre underarter:
- Prodotiscus zambesiae zambesiae – förekommer från centrala Angola till södra Kongo-Kinshasa, södra Tanzania, Namibia och Moçambique
- Prodotiscus zambesiae ellenbecki – förekommer i södra Etiopien, Kenya och norra Tanzania
- Prodotiscus zambesiae lathburyi – förekommer i västcentrala Angola (Mount Soque, Mount Moco)

## Levnadssätt
Miombohonungsvisare än en ovanlig fågelart med tillbakadraget leverne. Den hittas i skogsbryn och i öppna lövskogar, framför allt miombo. Ibland slår den följe med kringvandrande artblandade flockar. Liksom andra honungsvisare är den en boparasit som lägger sina ägg i andra fåglars bon.

## Status
Arten har ett stort utbredningsområde och beståndet anses vara stabilt. Internationella naturvårdsunionen IUCN listar den därför som livskraftig (LC).

## Namn

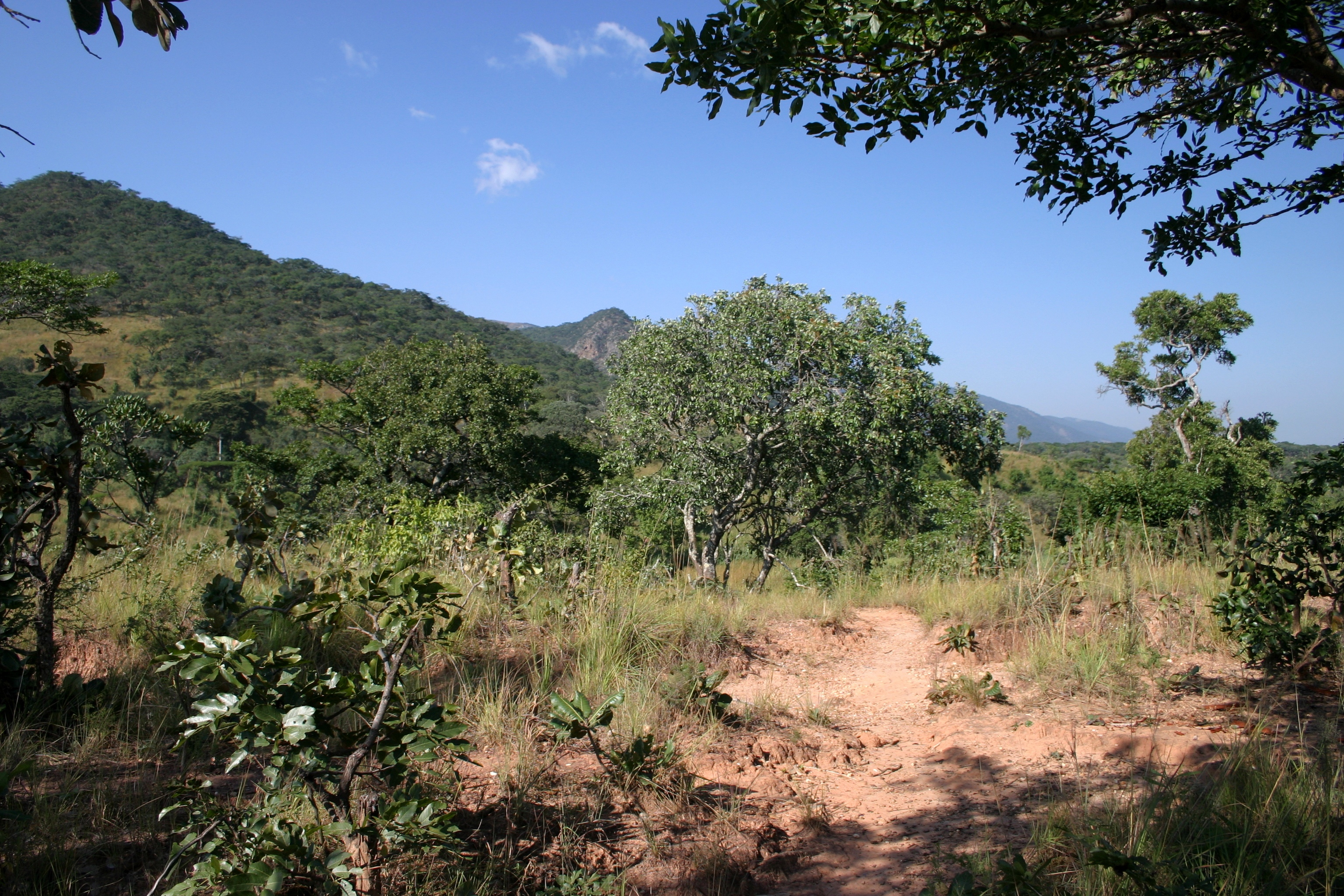
Fågeln är uppkallad efter skogstypen miombo där den förekommer.

Miombo är swahili för trädsläktet Brachystegia som omfattar ett stort antal arter, vilka bildar en öppen skog eller ett savannlandskap i södra Centralafrika. Miombo är också en beteckning för denna vegetationstyp som dominerar inom stora delar av området.